# Aleksandr Konovalov
Aleksandr Ivanovič Konovalov (in russo: Алекса́ндр Ива́нович Конова́лов) (Mosca, 17 settembre 1885 – Parigi, 28 gennaio 1949) è stato un politico e imprenditore russo.

## Biografia
Rampollo di una delle più grandi famiglie di imprenditori tessili russi, militò fra le file del Partito Progressista fino ad essere eletto nella Quarta Duma.
Nel corso della Prima guerra mondiale, fu il presidente del comitato di politici e industriali intitolato in onore di Aleksandr Gučkov (1862-1936), arrestato nel '17 dopo essere stato presidente della Terza Duma e della commissione difesa che aveva diritto di veto sul budget per la spesa militare.

Dopo la Rivoluzione di febbraio, fu quindi nominato Ministro del Commercio e dell'Industria del Governo provvisorio. Negli stessi anni, frequentava assiduamente la loggia massonica regolare Grand Orient of Russia’s Peoples (GOoRP), nata da una costola del Grande Oriente di Francia, che stabilì contatti con le logge massoniche europee e che vantava membri trasversali a tutti i partiti dell'arco parlamentare, con una prevalenza di esponenti del Partito Democratico Costituzionale.
Dopo la Rivoluzione d'ottobre, si trasferì in Francia dove divenne il punto di riferimento degli emigrati russi di orientamento politico sinistroide. Nel 1936, il figlio Sergei Konovalov fu nominato primo direttore del neocostituito dipartimento di studi russi dell'Università di Birmingham, dove trasse stimoli dal volume Russia from the Varangians to the Bolsheviks (Raymond Beazley 1919) per pubblicare Birmingham Memoranda on Russian Economic Conditions, principalmente una traduzione di bollettini redatti da un centro di ricerca di emigrati di Praga.
Infine, allo scoppio della Seconda guerra mondiale si rifugiò negli Stati Uniti.